# Tōkaidō
Ne doit pas être confondu avec Ligne principale Tōkaidō.

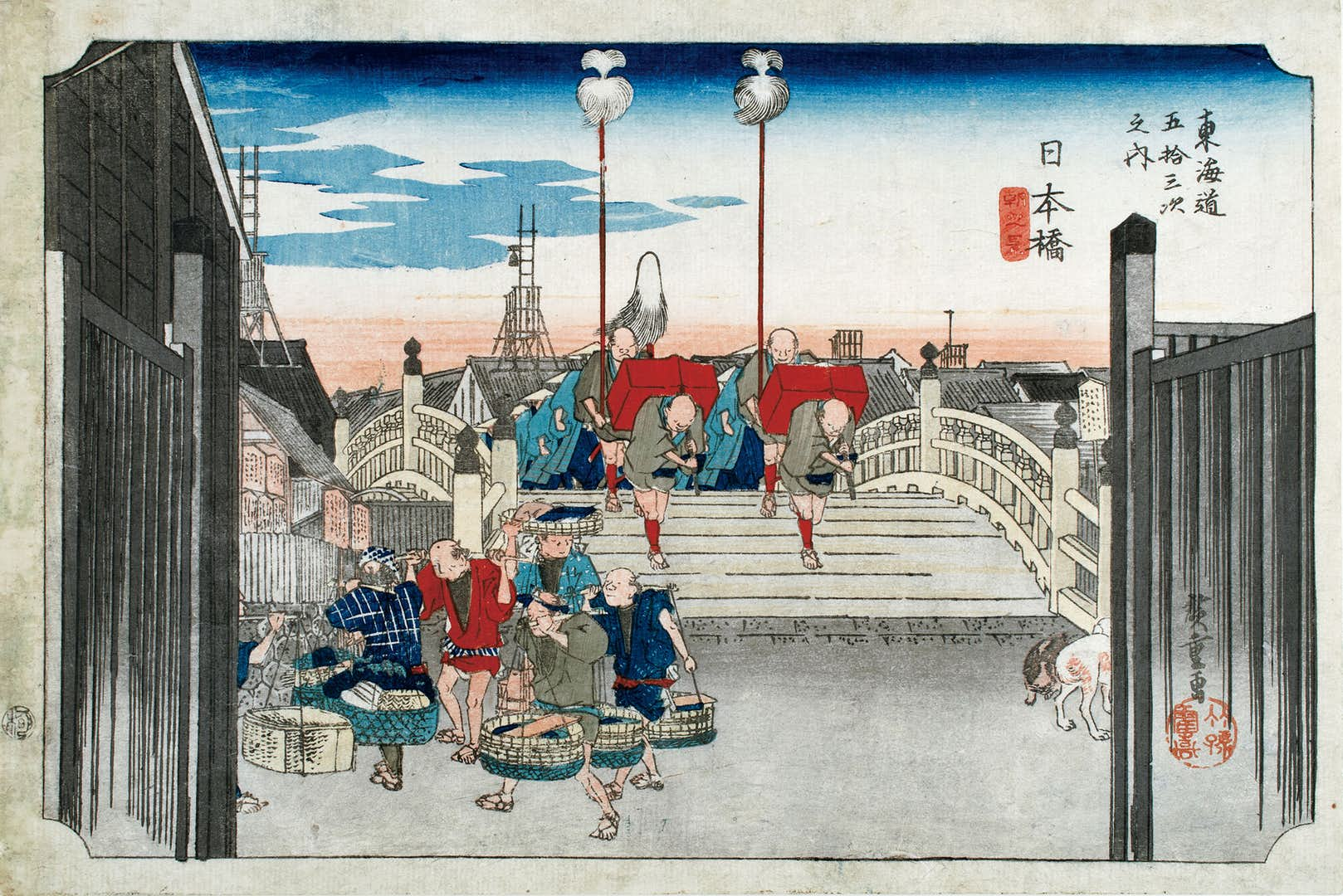
Le Pont Nihonbashi à l'aube par Hiroshige, le célèbre illustrateur de la route du Tōkaidō

Le Tōkaidō (東海道, littéralement « la route de la mer de l'est ») ou Tokaïdo est un axe de circulation japonais important entre Tokyo, Kyoto, Osaka et Kobe.
Historiquement, le Tōkaidō était une circonscription administrative dans l'Antiquité, regroupant plusieurs provinces entre ce qui allait devenir les deux plus importantes régions du Japon, à savoir le Kantō et le Kansai. Il désigne aussi l'itinéraire passant par ces provinces. C'est l'installation du shogunat à Kamakura qui fut à l'origine du fort développement que connut cette route reliant Edo (l'actuelle Tokyo) à Kyoto.
De nos jours, le Tōkaidō regroupe plusieurs axes de circulation : l'autoroute Tōmei-Meishin (東名名神高速道路, Tōmei Meishin kōsoku dōro) reliant Tokyo à Osaka, ainsi que deux lignes ferroviaires : la ligne principale Tōkaidō pour les trains classiques et la ligne Shinkansen Tōkaidō pour les trains à grande vitesse. De cette fameuse route qu'emprunte le shinkansen on peut apercevoir le Mont Fuji. C'est l'un des axes de communication les plus actifs du pays.
Le Tōkaidō représente l'artère principale de la vaste mégalopole du même nom Tōkaidō megaroporisu (東海道メガロポリス)　où vivent plus de 55 millions d'habitants, reliant les villes de Tokyo, Nagoya et Osaka (respectivement première, quatrième et troisième villes du pays par la population) ainsi que Kobe.

## Les origines du Tōkaidō

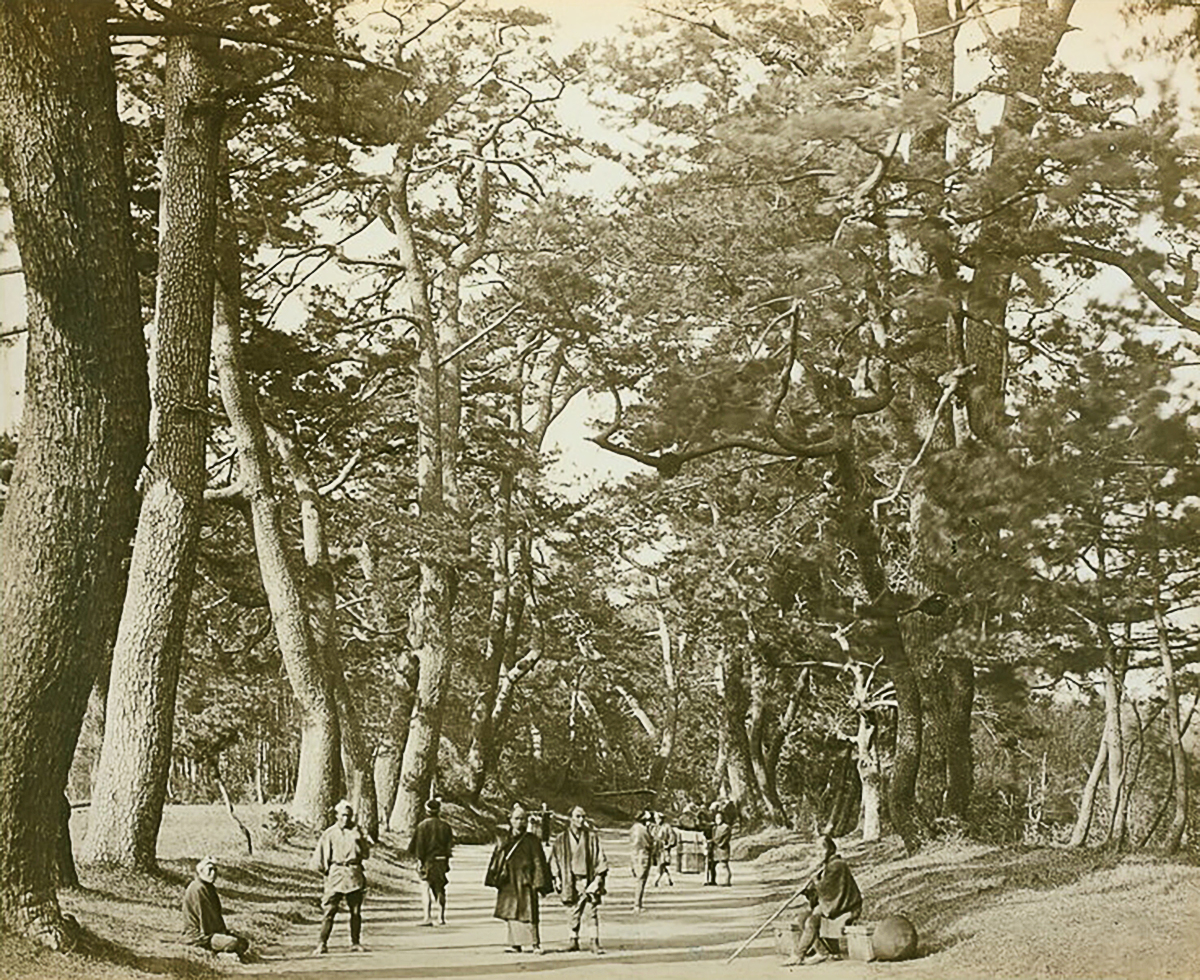
Photographie de voyageurs sur le Tōkaidō en 1865

La route du Tōkaidō, reliant Edo à Kyoto en passant par le littoral, représente une distance totale de 500 kilomètres environ, que les voyageurs du XVIIe siècle mettent alors pratiquement deux semaines à parcourir, à pied la plupart du temps, mais aussi à cheval, en logette de bambous tressés (kago) ou en palanquin (norimono), selon l'aisance plus ou moins grande des voyageurs.
Cette route est la plus connue des « Cinq Routes » du shogunat Tokugawa.
Ces « Cinq Routes » (五街道, Gokaidō) sont les cinq voies majeures (街道, kaidō) qui partaient d'Edo (aujourd'hui Tokyo) pendant la période Edo, et dont la plus importante est la route du Tōkaidō.
Le shogun Tokugawa Ieyasu commence en 1601 la construction de ces cinq routes de façon à augmenter son contrôle sur le pays, mais c'est Tokugawa Ietsuna, quatrième shogun du shogunat Tokugawa et petit-fils de Ieyasu, qui les proclame « routes majeures ». De nombreux relais (宿場, shukuba) sont installés tout au long des routes pour permettre aux voyageurs de se reposer et de se ravitailler.
Le tracé initial du Tōkaidō remonte au XIe siècle, et faisait partie des sept « circuits » ou régions administratives qui divisaient le Japon en étoile en partant de Kyoto dans le système des « Cinq provinces et sept circuits » (五畿七道, Gokishichidō) ; la route prend toute son importance à l'ère Edo, à partir de 1603, compte tenu du pouvoir central fort désormais installé à Edo avec les shōgun Tokugawa. Elle part du pont Nihonbashi (日本橋« le pont du Japon ») à Edo, pour se terminer au pont Sanjō Ōhashi (三条大橋), à Kyoto. Elle était jalonnée de cinquante-trois relais distants en moyenne de quatre ri (une unité de longueur représentant environ 2 km).
À l'ère Edo, la route est fréquentée en particulier par les daimyō, astreints par le système du sankin-kōtai à résider un an sur deux à Edo, où ils doivent d'ailleurs laisser leur famille en otage, car le pouvoir shogunal se méfie d'eux après la longue période de guerre civile dont le pays sort à peine. Ce système coûte aussi fort cher aux daimyō, contraints d'entretenir deux résidences, et d'emmener avec eux leur suite, qui peut compter de cent à deux mille personnes. Mais la route est parcourue par bien d'autres voyageurs : marchands, pèlerins et bonzes, et même touristes.
Les relais sont souvent situés dans des sites pittoresques, ou près de sanctuaires bouddhistes ou shinto, et offrent, non seulement des auberges pour passer la nuit, mais aussi des restaurants ou des commerces vendant des spécialités locales. On y trouve aussi tout l'indispensable pour voyager dans de bonnes conditions : écuries, palefreniers, portefaix, guides...

### Liste des 53 étapes du Tōkaidō en partant d'Edo (Nihonbashi) jusqu'à Kyoto
1. Nihonbashi (日本橋) à Edo, ancienne province de Musashi, actuellement arrondissement de Chūō à Tokyo.
2. Shinagawa (品川) dans la préfecture de Tokyo
3. Kawasaki (川崎), préfecture de Kanagawa : rive sud de la Tama-gawa (多摩川, Tamagawa?) également appelée rivière Rokugo (六郷川, Rokugōgawa?)
4. Kanagawa (神奈川)
5. Hodogaya (程ヶ谷, 保土ヶ谷) ancienne province de Musashi
6. Totsuka (戸塚) ancienne province de Sagami
7. Fujisawa (藤沢)
8. Hiratsuka (平塚) rive ouest de la Sagami (相模川, Sagamigawa?)
9. Ōiso (大磯)
10. Odawara (小田原)
11. Hakone (箱根) ancienne province de Sagami, actuellement préfecture de Kanagawa : Il y avait un poste frontière à la Passe de Hakone.
12. Mishima (三島) ancienne province d'Izu, actuellement préfecture de Shizuoka
13. Numazu (沼津) ancienne province de Suruga
14. Hara (原) inclus maintenant dans Numazu
15. Yoshiwara (吉原) inclus maintenant dans la ville de Fuji : rive est de la Fuji (富士川, Fujikawa?)
16. Kanbara / Kambara (蒲原) maintenant une enclave de l'arrondissement de Shimizu-ku
17. Yui (由井, 由比)
18. Okitsu (興津) inclus maintenant dans Shimizu-ku
19. Ejiri (江尻) maintenant dans la ville de Shizuoka
20. Fuchū / Sunpu (府中 / 駿府) maintenant dans la ville de Shizuoka : rive est de l'Abe (安倍川, Abekawa?)
21. Mariko / Maruko (鞠子 / 丸子) maintenant inclus dans Shizuoka
22. Okabe (岡部)
23. Fujieda (藤枝)
24. Shimada (島田) ancienne province de Suruga : rive est de l'Ōi (大井川, Ōigawa?)
25. Kanaya (金屋, 金谷) ancienne province de Totomi : maintenant inclus dans Shimada : rive ouest de la rivière Oi
26. Nissaka (日坂) inclus maintenant dans Kakegawa
27. Kakegawa (掛川)
28. Fukuroi (袋井)
29. Mitsuke (見附) actuellement Iwata
30. Hamamatsu (浜松) : rive ouest du fleuve Tenryū (天竜川, Tenryū-gawa?)
31. Maisaka (舞阪) inclus maintenant dans Hamamatsu
32. Arai (荒井, 新居): Il y avait un poste frontière à cet endroit, comme à Hakone.
33. Shirasuga / Shirasuka (白須賀) ancienne province de Tōtōmi, maintenant inclus dans Kosai, préfecture de Shizuoka
34. Futakawa / Futagawa (二川) ancienne province de Mikawa, maintenant inclus dans Toyohashi, Préfecture d'Aichi
35. Yoshida (吉田) actuellement Toyohashi
36. Goyu (御油) maintenant inclus dans Toyokawa
37. Akasaka (赤坂) maintenant inclus dans Otowa
38. Fujikawa (藤川) maintenant inclus dans Okazaki
39. Okazaki (岡崎)
40. Chiryū / Chirifu (地鯉鮒, 知立) ancienne province de Mikawa
41. Narumi (鳴海) ancienne province d'Owari maintenant inclus dans Nagoya
42. Miya (宮) ancienne province d'Owari, actuellement inclus dans l'arrondissement d'Atsuta à Nagoya, préfecture d'Aichi : le trajet s'effectuait en bateau, entre Miya et Kuwana, en baie d'Ise, pour éviter de devoir franchir les deux fleuves Kiso et Ibi, et la rivière Nagara.
43. Kuwana (桑名) anciennement province d'Ise, actuellement préfecture de Mie
44. Yokkaichi (四日市)
45. Ishiyakushi (石薬師) maintenant inclus dans la ville de Suzuka
46. Shōno (庄野) maintenant inclus dans Suzuka
47. Kameyama (亀山)
48. Seki (関) maintenant inclus dans Kameyama
49. Sakanoshita (坂ノ下) ancienne province d'Ise : inclus dans Seki jusque 2005, a fusionné avec Kameyama, préfecture de Mie : sud-est de la passe de Suzuka
50. Tsuchiyama (土山) ancienne province d'Ōmi, actuellement inclus dans Kōka, préfecture de Shiga : sur-ouest de la passe de Suzuka
51. Minakuchi (水口) maintenant inclus dans le district de Kōka
52. Ishibe (石部) maintenant inclus dans Kōka
53. Kusatsu (草津)
54. Ōtsu (大津) ancienne province d'Ōmi, actuellement préfecture de Shiga
55. Kyoto (京都, parfois 'Keishi', 京市) ancienne province de Yamashiro, actuellement préfecture de Kyoto

### Tōkaidō dans l'art japonais
Le Tōkaidō a inspiré de nombreux artistes d'ukiyoe dont Hokusai et Hiroshige.

## Tōkaidō aujourd'hui
Le Tōkaidō reste encore aujourd'hui le principal axe de transports au Japon, en tant qu'épine dorsale de la mégalopole japonaise appelée Tōkaidō megaroporisu (東海道メガロポリス)　lorsqu'elle est limitée à la conurbation unissant les villes de Tokyo, Nagoya et Osaka (où vivent plus de 55 millions d'habitants) ou encore Taiheiyō Beruto (太平洋ベルト) dans son acceptation la plus large et la plus complète (de Tokyo à Fukuoka, soit plus de 85 millions d'individus). Axe multimodal, il est constitué d'un réseau ferroviaire et routier particulièrement dense.

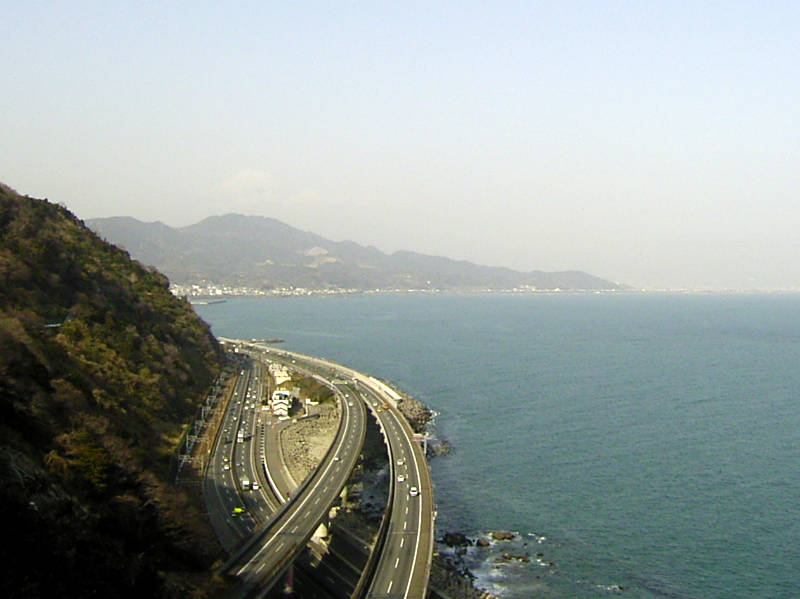
À Yui (Shizuoka), de jour, trois axes symbolisant le Tōkaidō aujourd'hui, de g. à d. : la ligne principale Tōkaidō, la Route Nationale 1 et l'Autoroute Tōmei

### Transports ferroviaires
Le groupe Japan Railways a développé ses deux principales lignes sur le tracé du Tōkaidō, en reprenant d'ailleurs ce nom :

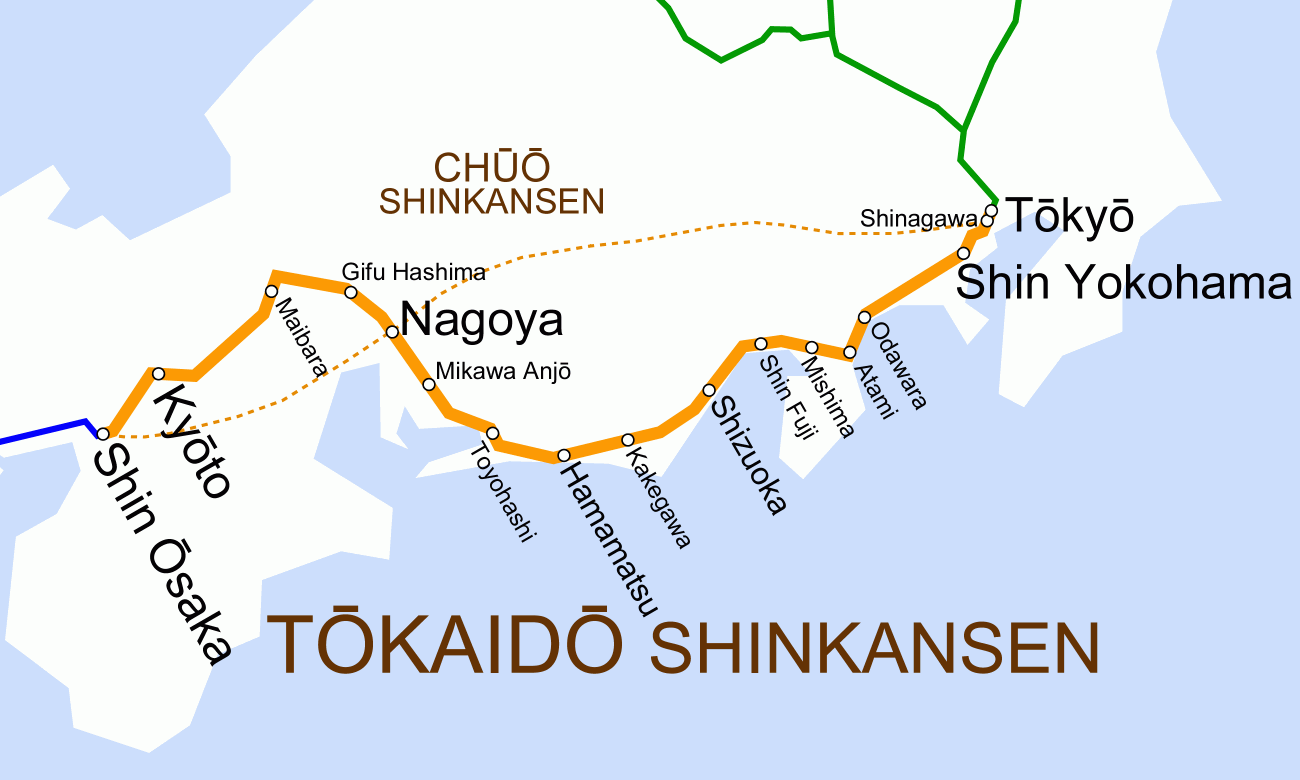
Parcours de la ligne Shinkansen Tōkaidō

- le Shinkansen Tōkaidō (東海道 新幹線?), géré par la JR Central, relie Tokyo (Gare de Tokyo) à Osaka (Gare de Shin-Osaka) en passant par les principales villes du circuit (Yokohama, Nagoya et Kyoto), soit 552,6 km en une moyenne de 2h30 pour ses services les plus rapides (le Nozomi, dont surtout les N700 qui atteignent 285 km/h sur cette ligne, et peuvent accélérer jusqu'à leur vitesse de croisière de 270 km/h en trois minutes). Mis en service le 1er octobre 1964, il s'agit de la plus ancienne ligne à grande vitesse au monde, et de la plus fréquentée au Japon avec 151 millions de passagers transportés durant l'année fiscale 2007 (avril 2006-mars 2007) et 309 trajets quotidiens programmés pour l'année fiscale 2008. Cette même année, le Shinkansen Tōkaidō a rapporté 1 085 milliards de yens (10,857 milliards de dollars américains), soit 86,1 % des revenus de la JR Central[3].

- la ligne principale Tōkaidō (東海道 本線, Tōkaidō-honsen?) relie Tokyo (Gare de Tokyo) à Kobe (Gare de Kobe), soit 589,5 km et 161 gares. Il s'agit de l'un des tout  premiers chemins de fer construits au Japon, le premier tronçon (entre Shimbashi et Yokohama) étant inauguré en 1872 et la ligne étant complétée en 1889. En 1987, lors de la privatisation et de la scission de la JNR, son exploitation a été divisée en trois parties réparties entre trois compagnies ferroviaires différentes (si bien qu'aujourd'hui il n'existe plus de trains couvrant la totalité du parcours à l'exception de certaines liaisons nocturnes) :
  - le tronçon Tokyo - Atami (104,6 km) est géré par la JR East,
  - le tronçon Atami - Maibara (341,3 km) est géré par la JR Central,
  - le tronçon Maibara - Kobe (143,6 km) est géré par la JR West.

Une nouvelle ligne plus rapide, le Shinkansen Chūō (中央新幹線), est actuellement est en cours de construction depuis décembre 2014. L'ouverture du premier tronçon reliant la gare de Shinagawa (Tokyo) à Nagoya est prévue pour 2027.

### Transports routiers
Le tracé du Tōkaidō est suivi dans l'essentiel par deux axes autoroutiers parallèles de première importance : une publique nationale (la Route Nationale 1) et deux privées (les Autoroutes Tōmei et Meishin).
- Route Nationale 1 (国道1号, Kokudō Ichi-gō?), suit le plus fidèlement l'ancienne route et va du Nihonbashi dans l'arrondissement de Chūō à Tokyo au quartier d'Umeda dans l'arrondissement de Kita à Osaka (565,4 km) en passant par toutes les capitales des préfectures traversées : Yokohama (Kanagawa), Shizuoka (Shizuoka), Nagoya (Aichi), Ōtsu (Shiga) et Kyoto (préfecture de Kyoto). Elle a été ouverte le 4 décembre 1952 avec les premières autoroutes japonaises.

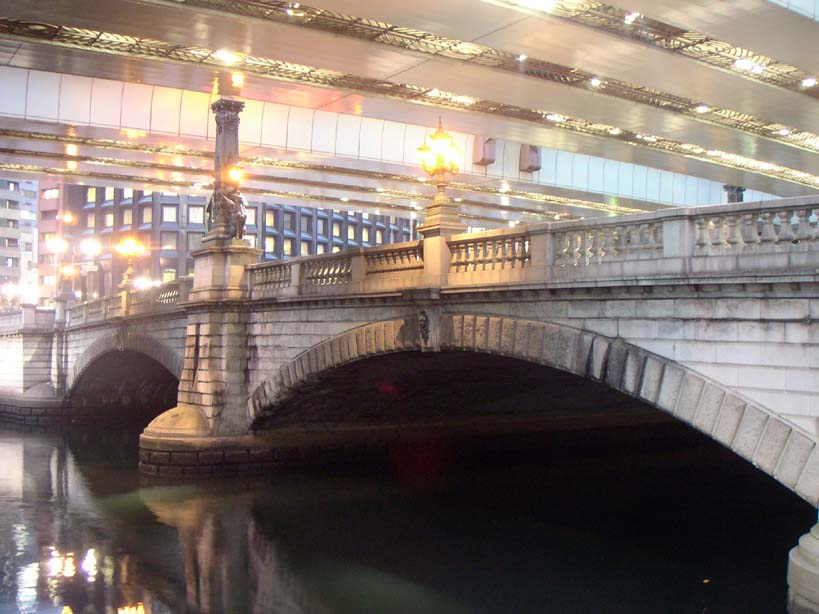
Le Nihonbashi, terminus tokyoïte de la Route Nationale 1, mars 2005
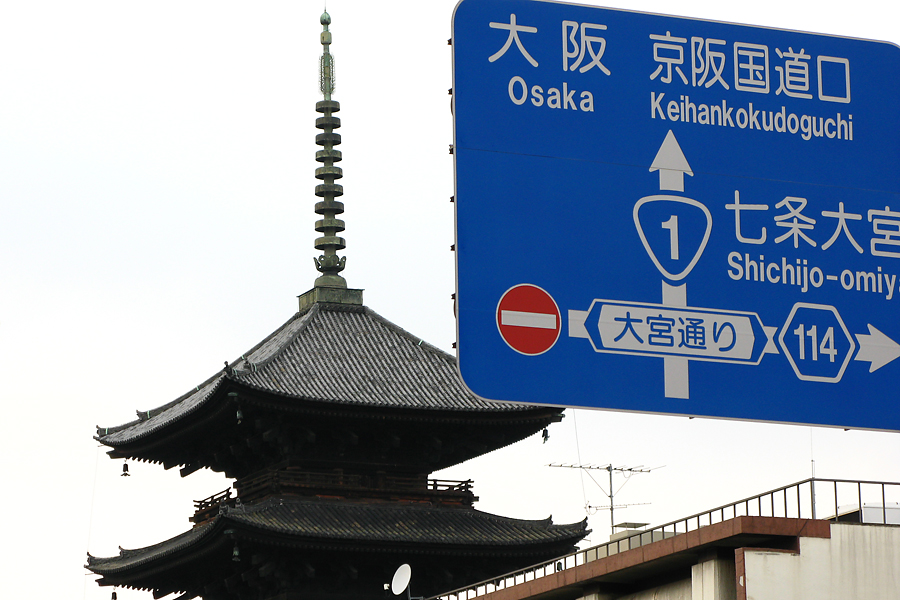
RN1 passant devant le Tō-ji à Kyoto

- l'axe Tōmei-Meishin qui va de l'arrondissement de Setagaya à Tokyo à Nishinomiya dans la Hyōgo, près de Kobe (540,8 km) par le biais de deux autoroutes distinctes qui se suivent :
- l’Autoroute Tōmei (東名 高速 道路, Tōmei Kōsoku Dōro?) est une voie rapide à péage désormais privée, ouverte entre 1968 et 1969 et gérée par la NEXCO Central Japan depuis la privatisation et la scission en 2005 de la JH. Il relie Setagaya (Tokyo) à Komaki (près de Nagoya, Aichi), soit 346,8 km. Il s'agit de la route appartenant à la NEXCO Central Japan la plus utilisée, avec certaines sections utilisées par plus de 500 000 véhicules par jour[4]. À Komaki, il rejoint l'Autoroute Meishin.

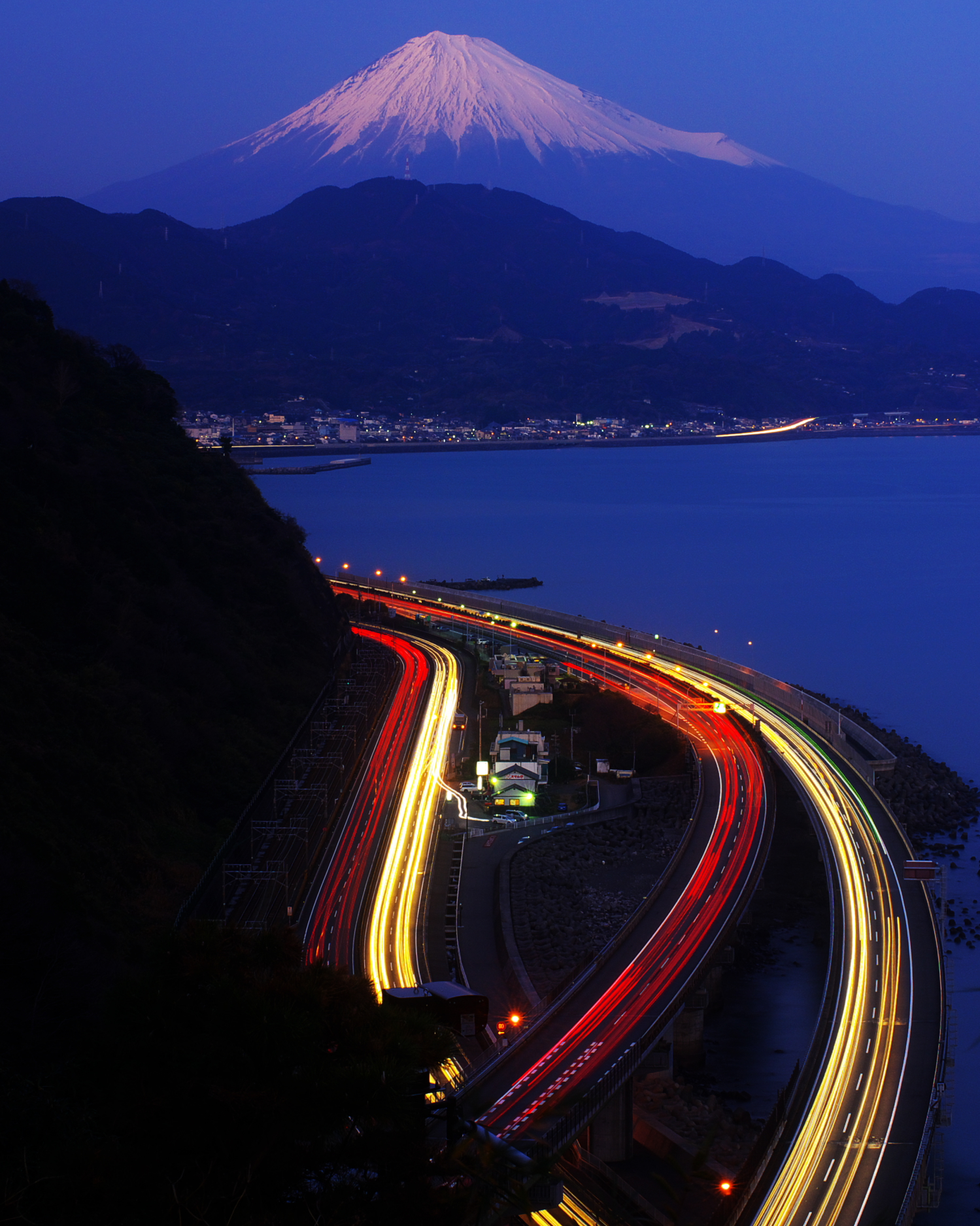
L'Autoroute Tōmei (à d.) et la RN 1 (à g.) à Yui, Shizuoka, au pied du Mont Fuji de nuit
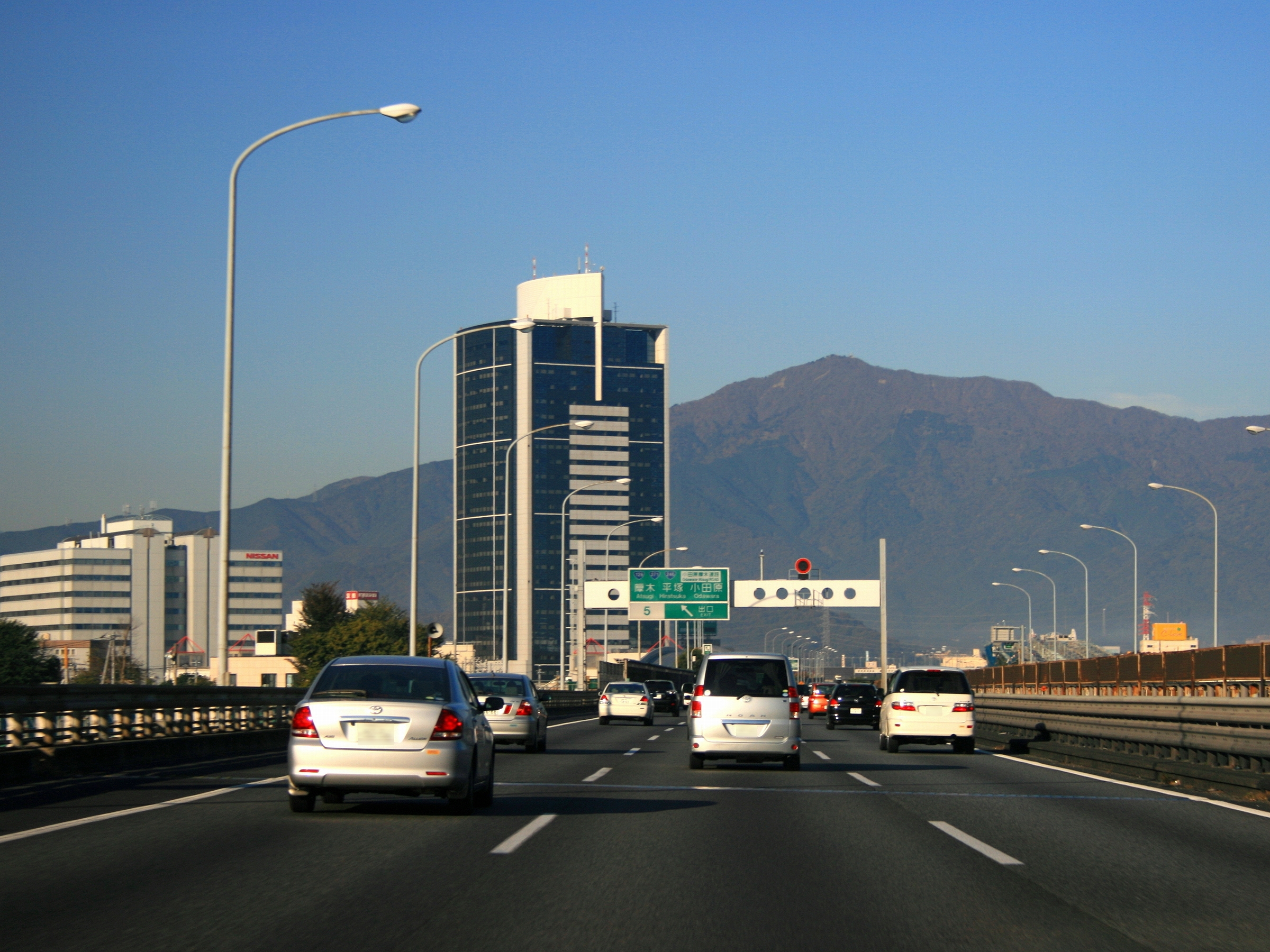
L'Autoroute Tōmei à Atsugi (Kanagawa)

- l’Autoroute Meishin (名神 高速 道路, Meishin Kōsoku-dōro?) est une voie rapide à péage désormais privée ouverte entre 1963 et 1968 et gérée en partie par la NEXCO Central Japan (pour sa partie orientale, entre Komaki, Aichi, et Yōkaichi, Shiga) et pour l'essentiel par la NEXCO West Japan, depuis la privatisation et la scission en 2005 de la JH. Il relie Komaki (près de Nagoya, Aichi) à Nishinomiya (près de Kobe, Hyōgo), soit 194 km. Il dessert Kyoto mais contourne Osaka, et suit à certains moments plus le Nakasendō (ancienne route d'Edo à Kyoto mais en passant par les montagnes) que le Tōkaidō.

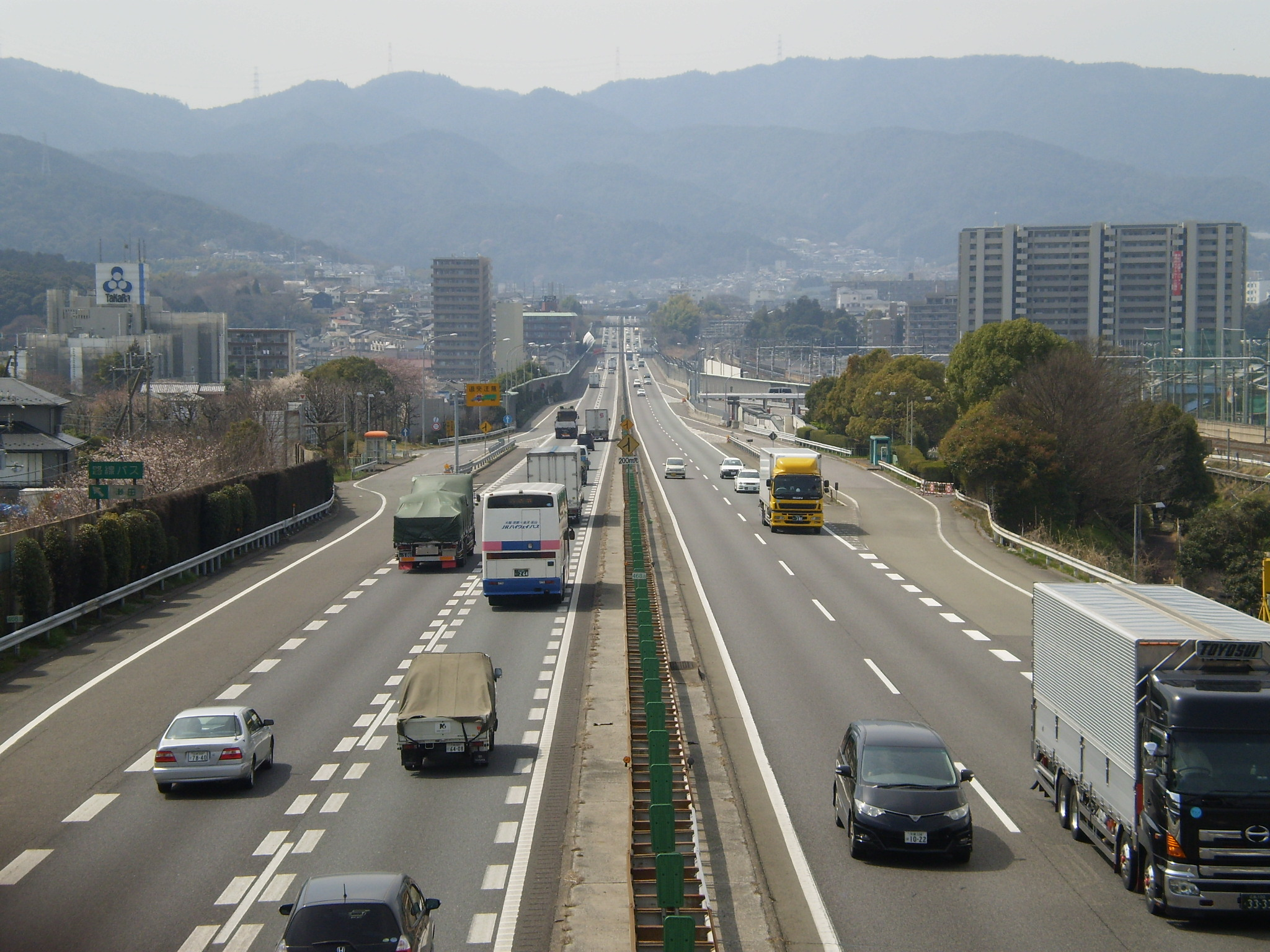
Autoroute Meishin à Ōtsu (Shiga)
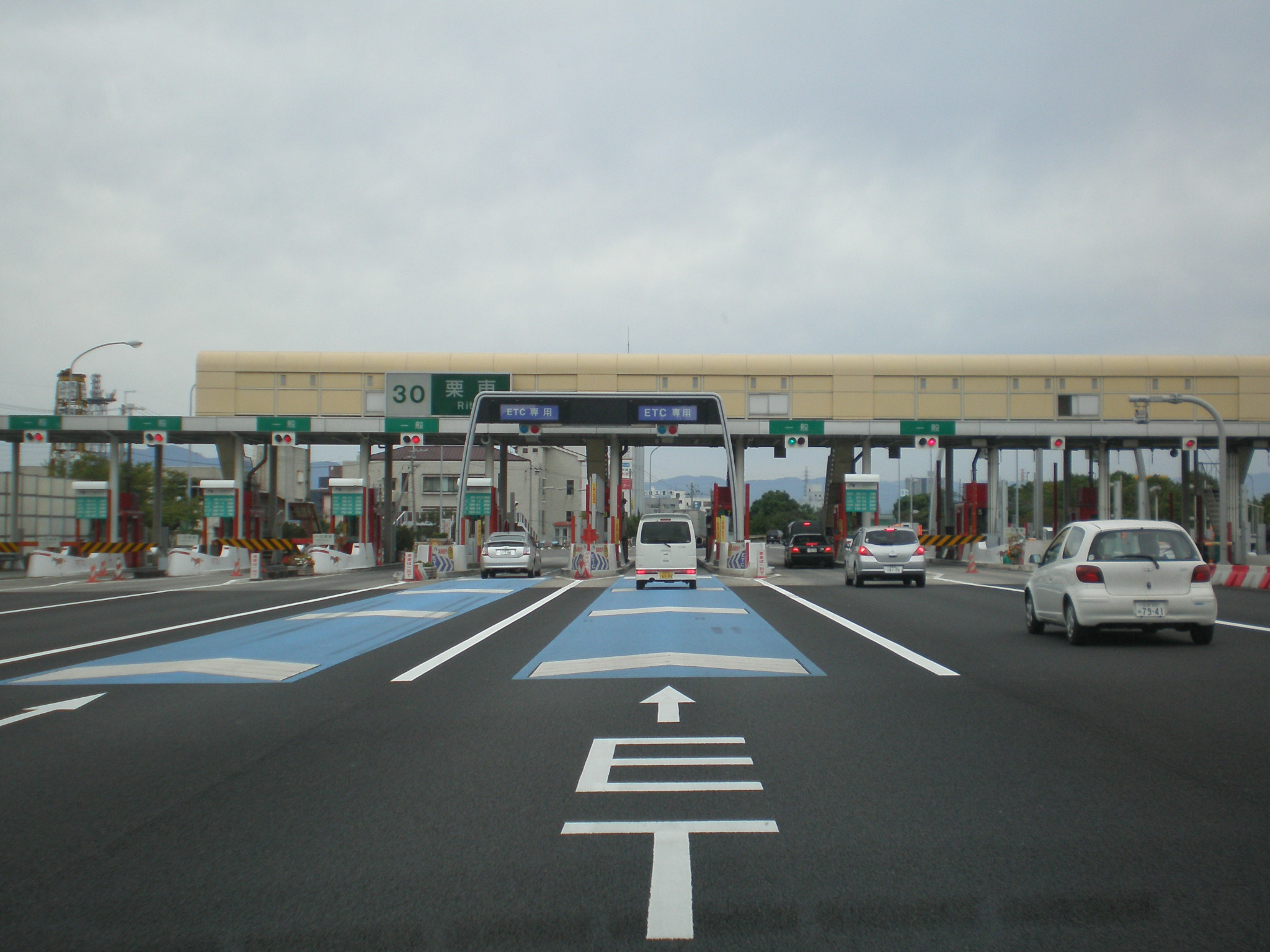
Péage de l'Autoroute Meishin à Rittō (Shiga)